# 詹姆斯·布克利
詹姆斯·弗雷德里克·布克利（James Frederick Buchli，1942年11月22日—），前美國海軍陸戰隊上校、飛行員及美国国家航空航天局宇航员，执行过STS-8、STS-61-A、STS-39以及STS-53任务。